# رانوماینتی
رانوماینتی (به لاتین: Ranomainty) یک منطقهٔ مسکونی در ماداگاسکار است که در آمپارافاراوولا واقع شده‌است. رانوماینتی ۸٬۰۰۰ نفر جمعیت دارد و ۸۲۴ متر بالاتر از سطح دریا واقع شده‌است.